# قطعنامه ۱۱۷۶ شورای امنیت
قطعنامه ۱۱۷۶ شورای امنیت سازمان ملل متحد که در تاریخ ۲۴ ژوئن ۱۹۹۸ تصویب شد، سندی بین‌المللی دربارهٔ بررسی وضعیت در آنگولا است. این قطعنامه طی نشست ۳۸۹۴ام با ۱۵ رای موافق، ۰ مخالف و ۰ ممتنع تصویب شد.